# Herbert Peitler Verkehrsbetriebe
Die Herbert Peitler Verkehrsbetriebe (kurz HPV) sind ein Autobusunternehmen in Oberkärnten. Sie betreiben auch eine Eni-Tankstelle (ehemals Esso) im Mölltal.

## Geschichte
Im Jahre 2005 wurden die rentabelsten Kraftfahrlinien der Österreichischen Post von den ÖBB übernommen, die restlichen wurden an den Bestbieter verkauft. Da einzelne kleine Busunternehmen keine Chance gegen große nationale und internationale Busunternehmen hatten, schlossen sich 10 Kärntner Busunternehmen (darunter auch HPV) zur „Kärnten Bus GmbH“ zusammen, die als Bestbieter seither ein Drittel der ehemaligen Kärntner Postbuslinien betreiben.

## Linien
Die HPV betreiben hauptsächlich die Linie 5114, aber auch im Winter den Skibus und im Sommer den Wanderbus.
- Linie 5114: Obervellach – Mallnitz
  - inklusive Mallnitz – Ankogelbahn Talstation („Nationalpark-Wanderbus“)
  - inklusive Mallnitz – Jamnigalm („Nationalpark-Wanderbus“)
  - inklusive Skibus Mallnitz – Innerfragant
- Mallnitz – Dösental (Wolligger Hütte) („Nationalpark-Wanderbus“)
- Buslinienkurse als Subunternehmen von Postbus im Raum Lienz – Winklern
- Buslinienkurse als Subunternehmen von Postbus im Mölltal und rund um Raum Spittal an der Drau
- Saisonaler Nachtbus im Mölltal
- sowie Schüler- und Kindergartenbus in der Gemeinde Reißeck

## Fuhrpark
Der Fuhrpark bestand lange aus gebraucht übernommenen ehemaligen Postbussen, etwa von MAN, sowie VW-Kleinbussen (insgesamt ca. 10 Stück). Teilweise war ein Neulack in reinweiß, verkehrsrot und narzissengelb (wie ehem. Postbus-Design) vorgesehen, was auch die Landesfarben von Kärnten sind. Später wurde ein Busdesign in weißer Grundfarbe mit einem orangen Streifen eingeführt bzw. kommt auf manchen Linien inzwischen die jeweilige Verkehrsverbundlackierung zum Einsatz.